# Dryopteris ramosa
Dryopteris ramosa är en träjonväxtart som först beskrevs av Hope, och fick sitt nu gällande namn av Carl Frederik Albert Christensen. Dryopteris ramosa ingår i släktet Dryopteris och familjen Dryopteridaceae. Inga underarter finns listade.